# Joseph Aurieux
Joseph Aurieux est un architecte français. Il est l’auteur des plans de plusieurs villas balnéaires de La Baule.

## Biographie
Joseph Aurieux installe son cabinet d’architecture à La Baule en 1924, à proximité de la gare de La Baule-Escoublac ; il déménage ses bureaux à Pornichet vers 1928. Tout comme Roger Jauny, autre architecte de la Côte d’Amour, il obtient l’agrément des architectes de la Reconstruction, sous le numéro  6309.
Il est l'auteur des plans de la villa balnéaire Edgarley à La Baule en 1926, villa-castel sur l’allée Cavalière.